# Stay (album de Simply Red)
Pour les articles homonymes, voir Stay.
Albums de Simply Red
Simplified
(2005) 25: The Greatest Hits
(2008)
Stay est un album du groupe britannique Simply Red, sorti le 12 mars 2007.

## Liste des Titres
1. The World and You Tonight 3:33
2. So Not Over You 3:50
3. Stay 3:04
4. They Don't Know 3:40
5. Oh! What a Girl! 3:51
6. Good Times Have Done Me Wrong 5:20
7. Debris 4:52
8. Lady 5:00
9. Money TV 4:05
10. The Death of the Cool 3:26
11. Little Englander 3:06

## Singles
- Oh! What a Girl! (septembre 2006)
- So Not Over You (5 mars 2007)
- Stay (28 mai 2007)
- The World and You Tonight (novembre 2007)

## Clips Vidéos
- "Oh! What A Girl!"
- "So Not Over You"